# Lübeck-Waldhalle
Lübeck-Waldhalle – nieczynny i nieistniejący przystanek kolejowy w Bad Schwartau, w kraju związkowym Szlezwik-Holsztyn, w Niemczech.